# Granville, Illinois
Granville là một làng thuộc quận Putnam, tiểu bang Illinois, Hoa Kỳ. Năm 2010, dân số của làng này là 1427 người.

## Dân số
Dân số qua các năm:
- Năm 2000: 1414 người.
- Năm 2010: 1427 người.